# Antonio Lascuña
Antonio Lascuña (Manilla, 26 december 1970) is een Filipijns golfprofessional, die actief is op de Aziatische PGA Tour.

## Loopbaan
Voordat Lascuña in 1997 een golfprofessional werd, was hij een golfamateur en won hij een paar golftoernooien waaronder het Philippine Amateur Championship.
Na zijn grote successen in zijn thuisland, speelde hij vanaf 2007 voor de Aziatische PGA Tour. Zijn beste seizoen tot nu toe was in 2012 waar hij op de 12de plaats eindigde op de Order of Merit.
Lascuña vertegenwoordigde zijn land twee keer bij de World Cup of Golf.

## Prestaties

### Amateur
- 1992: Canlubang Open
- 1993: Philippine Amateur
- 1994: DHL Amateur Open
- 1996: Putra Cup

### Professional
- 2007: Selangor Masters (telde niet mee voor de Aziatische Tour)
- 18 zeges op de Filipijnse nationale golftoernooien

## Teamcompetities
Amateur
- Eisenhower Trophy: 1996

Professional
- World Cup of Golf: 2007, 2013